# Rolando Santos
Rolando Crisostomo Santos CM (ur. 21 marca 1949 w Malabon) – filipiński duchowny rzymskokatolicki, lazarysta, misjonarz, w latach 2011–2025 biskup Alotau-Sideia.

## Biografia
Rolando Crisostomo Santos urodził się 21 marca 1949 w Malabon na Filipinach. W 1966 wstąpił do Zgromadzenia Misji. Kształcił się na Filipinach i w Stanach Zjednoczonych. 17 czerwca 1971 złożył śluby wieczyste. 1 czerwca 1974 otrzymał święcenia prezbiteratu i został kapłanem swojego zgromadzenia.
Przez pierwszy rok kapłaństwa był wychowawcą w Seminarium św. Wincentego Ferrera w Iloilo. Następnie pracował jako wikariusz i proboszcz na parafii w Calumpang. W 1981 został dyrektorem Seminarium Internum w Vincentian Hills w Angono. Od 1984 rektor Misjonarskiego Seminarium św. Wincentego w Quezon City. W 1987 został dyrektorem Prowincji Filipin Sióstr Miłosierdzia i wikariuszem parafii oraz przełożonym wspólnoty misjonarskiej przy sanktuarium w Muntinlupie.
W 2001 wyjechał do Papui-Nowej Gwinei, gdzie został ojcem duchowym oraz ekonomem Seminarium Ducha Świętego w Bomana, w archidiecezji Port Moresby. W 2008 i 2009 pełnił funkcję sekretarza Konferencji Episkopatu Papui-Nowej Gwinei i Wysp Salomona. Był wizytatorem prowincji filipińskiej Zgromadzenia Misji, przełożonym misji wincentyńskich w Papui-Nowej Gwinei i na Wyspach Salomona oraz przewodniczącym Konferencji Wizytatorów Azji i Pacyfiku.
6 kwietnia 2011 papież Benedykt XVI mianował go biskupem Alotau-Sideia. 3 lipca 2011 przyjął sakrę biskupią z rąk swojego poprzednika, koadiutora arcybiskupa Rabaulu Francesca Panfilo SDB. Współkonsekratorami byli nuncjusz apostolski w Papui-Nowej Gwinei Francisco Padilla oraz arcybiskup Port Moresby John Ribat MSC.
7 lipca 2025 papież Leon XIV przyjął jego rezygnację z pełnionego urzędu, złożoną ze względu na wiek. 